# شیروکا پلانینا
شیروکا پلانینا (به صربی: Široka planina) یک کوه در صربستان است که در Southern Serbia واقع شده‌است. شیروکا پلانینا ۱٬۳۴۵ متر بالاتر از سطح دریا واقع شده‌است.